# Sibovia chanchama
Sibovia chanchama är en insektsart som beskrevs av Young 1977. Sibovia chanchama ingår i släktet Sibovia och familjen dvärgstritar. Inga underarter finns listade i Catalogue of Life.